# Сінопська битва (1853)
Сино́пська битва — розгром османської ескадри російським Чорноморським флотом під керівництвом адмірала П. С. Нахімова 18 (30) листопада 1853 року. Остання битва в історії вітрильного флоту й одна з найвизначніших битв Кримської війни. Значною мірою прискорила оголошення війни Російській імперії Великою Британією і Французькою імперією.

## Короткий опис подій

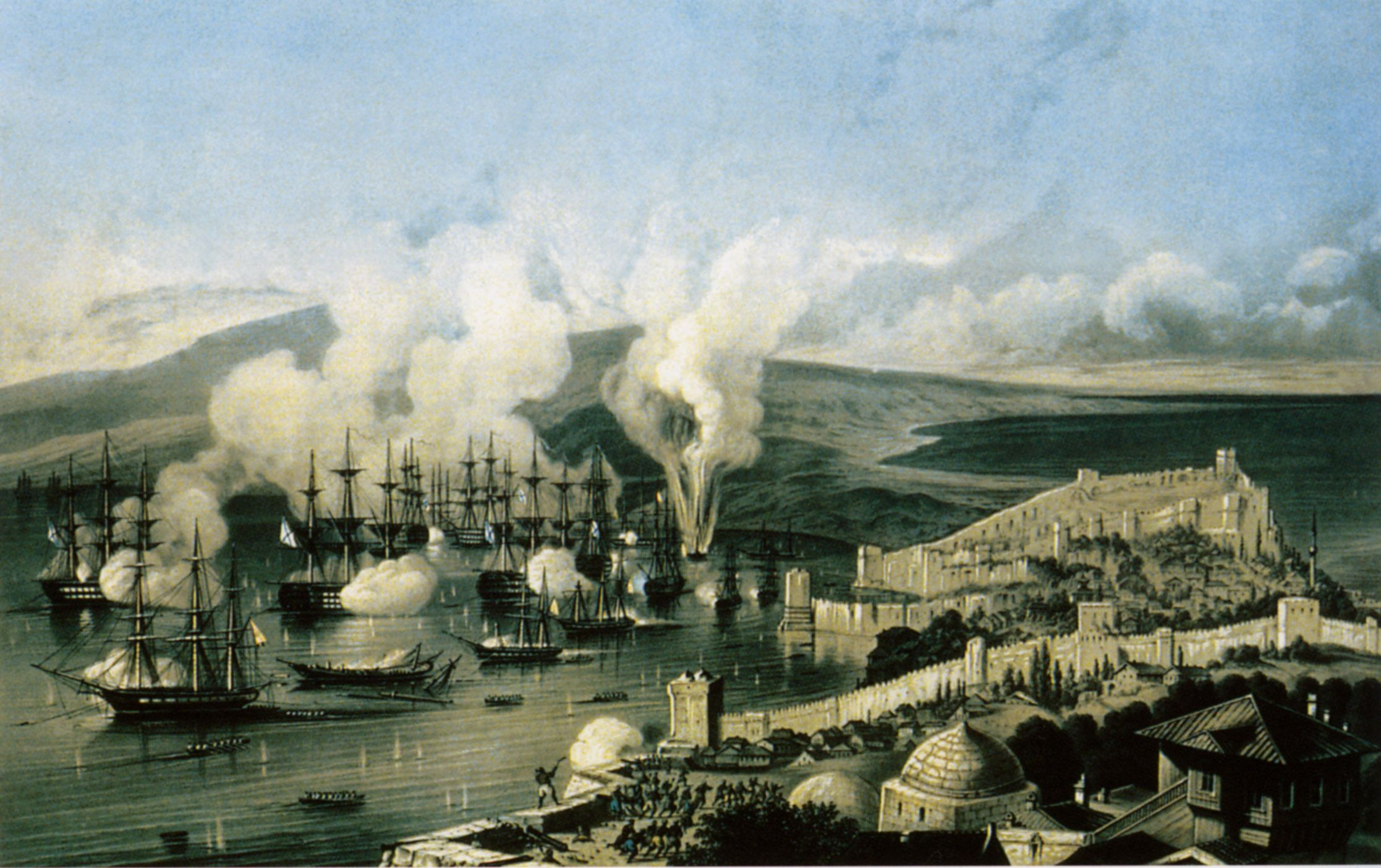
О. Боголюбов. Сінопська битва.

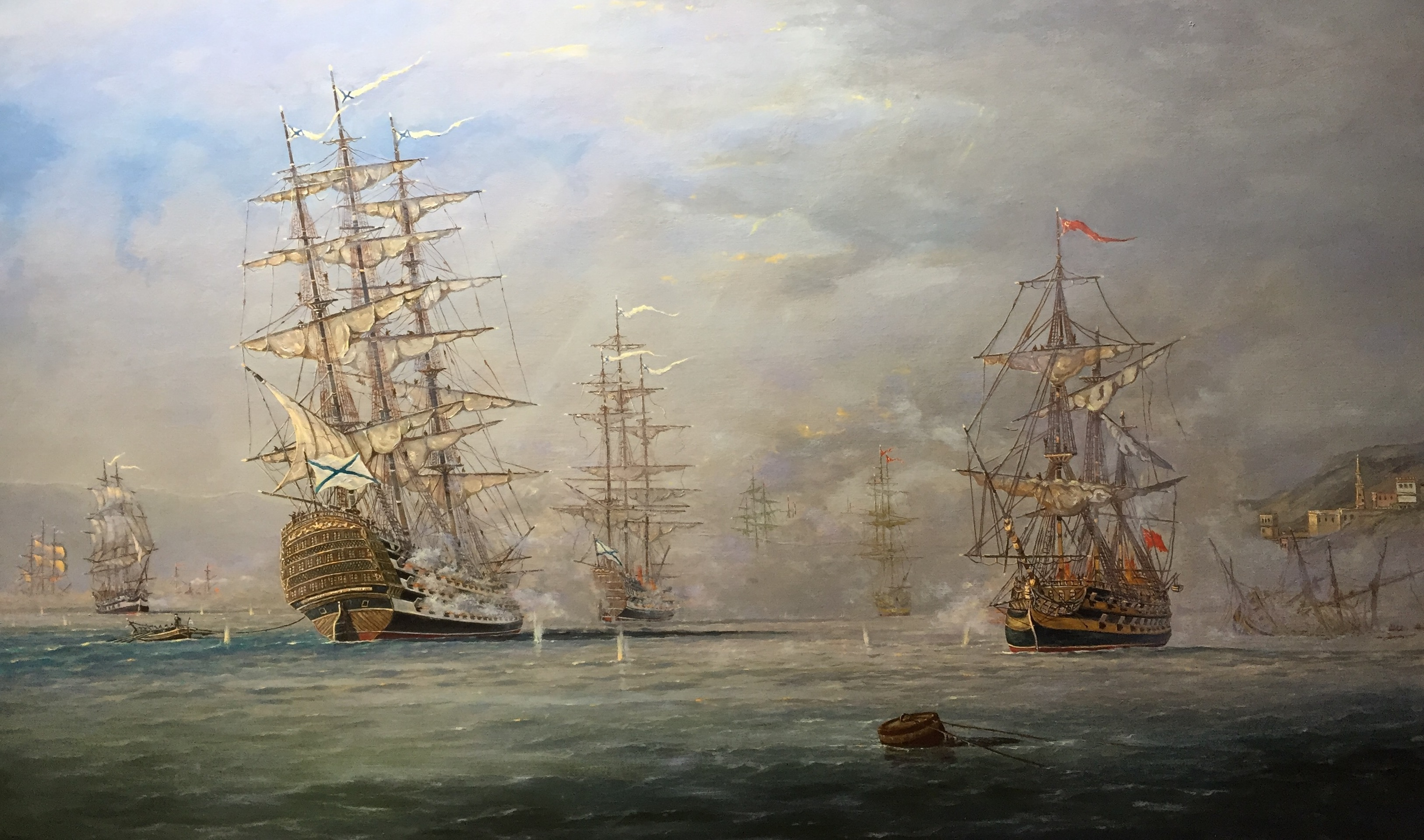
Володимир Косов. Синопська битва.

На початку листопада 1853 Нахімов зі своєю ескадрою крейсував у південно-східній частині Чорного моря з метою припинити висадку османського десанту на кавказький берег, про що розвідка отримала достовірні відомості. 11 листопада російські кораблі виявили в Сінопській бухті ворожу ескадру. Нахімов заблокував її, попри те, що в той момент у нього було лише 3 лінійних кораблі, інші довелося повернути до Севастополя, настільки вони були пошарпані зимовими штормами. 16 листопада до Нахімова приєднався загін контр-адмірала Новосільского, що довело склад російської ескадри до 6 лінійних кораблів і 2 фрегатів.

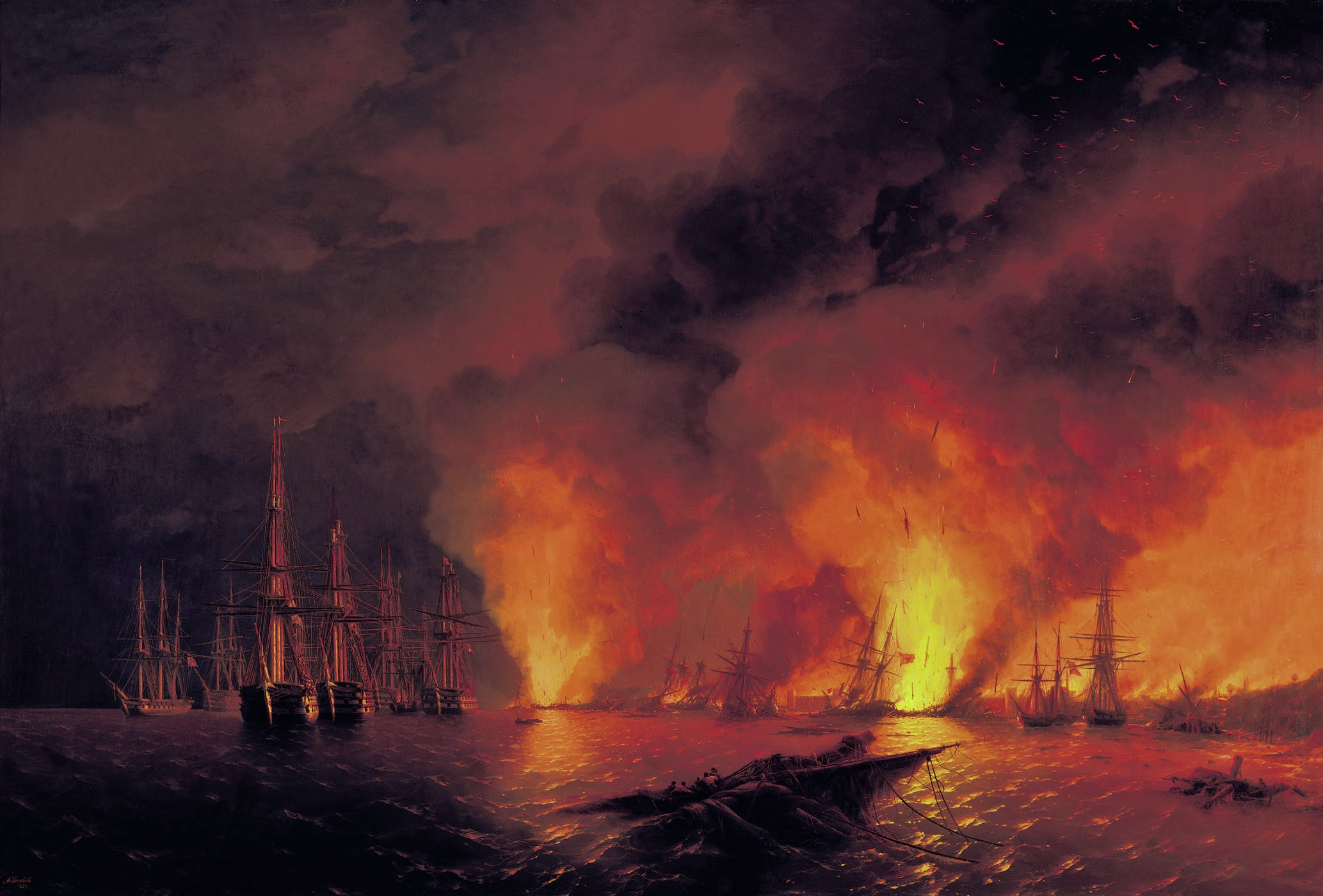
І. К. Айвазовський. Ніч після Сінопського бою.

Зробивши всі необхідні приготування, роз'яснивши керівному складу задум свого маневру і завдання окремих кораблів, Нахімов опівдні 18 листопада рушив за вітром двома паралельними колонами та став на якорі за заздалегідь прорахованої диспозиції. У домовлений час він дав сигнал до початку рішучого бою на коротких дистанціях, залишивши на флангах під вітрилами два фрегати.
Османська ескадра під формальним командуванням Осман-паші, а фактично керована британським радником Слейвом, складалася з 2 пароплавів, 7 великих фрегатів, 3 корветів і 4 транспортників. Ескадра стояла, приготувавшись до бою, в одній лінії, зігнутій концентрично відносно берегової лінії, причому 4 з 6 берегових батарей Сінопа становили хіба що другу лінію вогню.
Нахімов мав перевагу в кількості гармат — 710 проти 472 бортових і 26 берегових. Крім того, частина гармат росіян були т. зв. «бомбічними», тобто могли стріляти руйнівними для дерев'яних кораблів фугасними снарядами. Але Нахімов був змушений проводити тактичне розгортання під вогнем османів. Саме в цей період бою російські кораблі отримали найбільше число пошкоджень і зазнали відчутних втрат у людях. Однак, як тільки нахімовські кораблі зайняли свої позиції, а зробили вони це точно, як на огляді, і відкрили спільний вогонь, картина різко змінилася. Попри жорстокість і завзятість османів на початку бою, після перших російських залпів їхні кораблі почали виходити з ладу один за іншим — займалися і викидалися на берег внаслідок обриву якірних канатів. Три кораблі вибухнули й злетіли в повітря. Ще через деякий час берегові батареї були зрівняні з землею. Після короткотривалого бою проводилося знищення недобитих кораблів, які не можна було відвести до Севастополя через великі пошкодження.

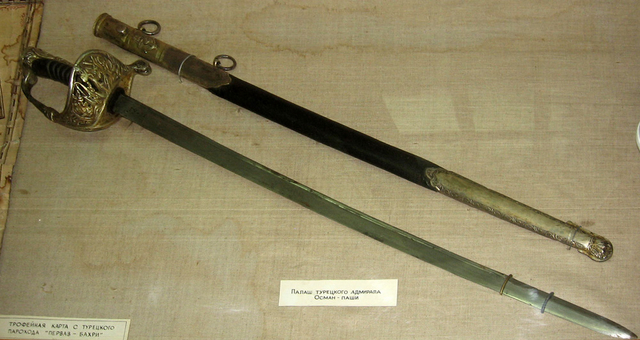
Палаш Осман-Паші, переданий ним після Сінопської битви П. С. Нахімову

Через чотири години османської ескадри і чотирьох берегових батарей не існувало, як не існувало й суднобудівної верфі зі стапелями та складами. Населення, на чолі з губернатором, в паніці втекло в гори. Врятувалися втечею лише акумуляторний пароплав «Таїф», і близько третини уцілілих матросів, що добралися вплав до берега. Віце-адмірал Осман-паша з двома капітанами загиблих фрегатів і значним числом матросів потрапив у полон. Другий флагман потонув, добираючись до суші.
Історія ще не знала такого рішучого бою з такими надзвичайними результатами, якщо врахувати, що Нахімов не втратив жодного корабля і що в російській ескадрі було тільки 37 вбитих і 234 поранених.
У міру того, як ставали відомі всі обставини й деталі Сінопського бою, вони дедалі більше дивували сучасників. Навіть вороже налаштована до Російської імперії газета «Таймс» — орган керівних кіл «володарки морів» — змушена була опублікувати визнання, не зовсім звичне для британського вуха, вихованого на розповідях про британські перемоги. Вона зазначала, що такого кінця бою і в такий короткий час ніколи ще не було.
До кінця бою наспів пароплавний загін на чолі з віце-адміралом Корніловим, безуспішно намагаючись перехопити «Таїф», який утік від погоні, користуючись своєю перевагою в швидкості. Заставши у вогні уламки османського флоту й пожежі на березі, Корнілов обмежився наданням допомоги при приведенні в порядок кораблів, які мали значні пошкодження після бою. «Марія», на якій тримав прапор Нахімов, мала 60 пробоїн у корпусі, не рахуючи ушкоджень щогл і рангоуту.
То дійсно була швидка переможна битва, тим більше, що російський флот мав значну перевагу в кількості гармат. Але ця перемога аж ніяк не вплинула на хід Кримської війни і стала пірровою для Російської імперії. Російський флот був застарілим порівняно з британо-французькою ескадрою новітніх гвинтових кораблів, і його затопили при вході до Севастопольської бухти.

## Бойовий порядок

### Російська імперія

#### Лінійні кораблі
- «Великий князь Костянтин» (120 гармат);
- «Три Святителі» (120 гармат);
- «Париж» (120 гармат) — 2-й флагман;
- «Імператриця Марія» (84 гармати) — флагман;
- «Чесма» (84 гармати);
- «Ростислав» (84 гармати).

#### Фрегати
- «Кулевчі» (54 гармати);
- «Кагул» (44 гармати).

#### Пароплавофрегати
- «Одеса» (12 гармат);
- «Крим» (12 гармат);
- «Херсонес» (12 гармат).

### Османська імперія

#### Фрегати
- «Аунні Аллах» (44 гармати) — викинувся на берег;
- «Фазлі Аллах» (44 гармати; колишній російський фрегат «Рафаїл», захоплений у 1829 році) — загорівся, викинувся на берег;
- «Нізаміе» (62 гармати) — втратив дві щогли, після чого викинувся на берег;
- «Несімі Зефер» (60 гармат) — викинувся на берег після того, як був перебитий якірний ланцюг;
- «Навек Бахрі» (58 гармат) — вибухнув;
- «Даміад» (56 гармат) (єгипетський) — викинувся на берег;
- «Каіді Зефер» (54 гармати) — викинувся на берег.

#### Корвети
- «Нежм Фішан» (24 гармати);
- «Фейзе Меабуд» (24 гармати) — викинувся на берег;
- «Гюлі Сефід» (22 гармати) — вибухнув.

## Пам'ять

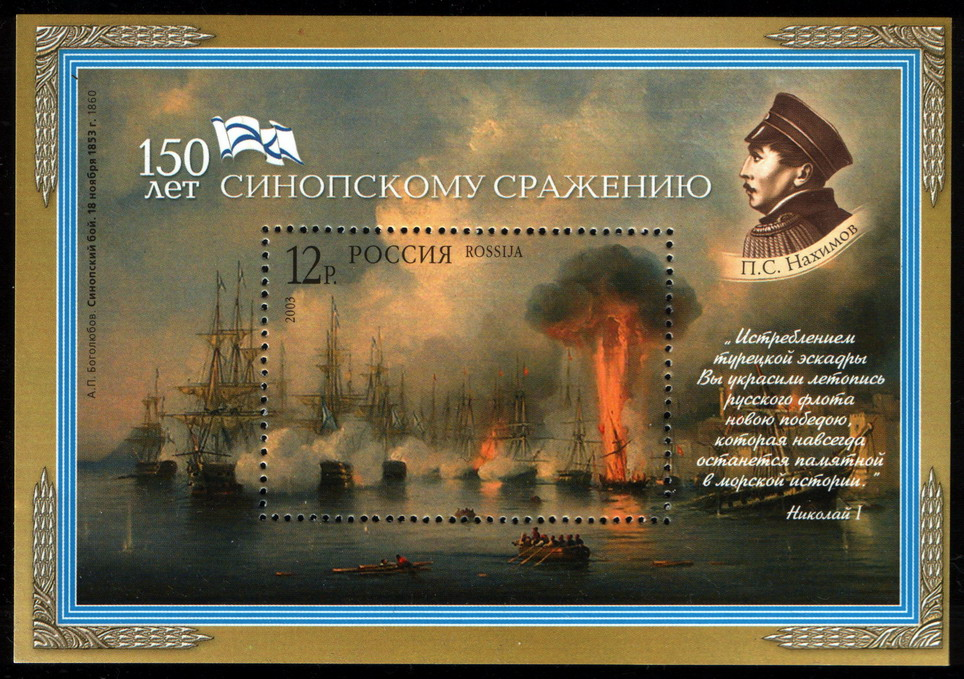
Поштовий блок Росії, присвячений 150-річчю Сінопської битви (2003 р.)

#### Пароплавофрегат
- «Таїф» (22 гармати) — пішов у Стамбул.

#### Пароплав
- «Еркілє» (2 гармати).